# Делеклюз, Огюст-Жозеф
Огюст-Жозеф Делеклюз (фр. Auguste-Joseph Delecluse; 1855—1928) — французский живописец, основатель одноимённой академии — Академия Делеклюза.

## Биография и творчество
Родился в 1855 году.
Был учеником Каролюс-Дюрана. Писал портреты, натюрморты, жанровые сцены. Выставлялся на Парижском салоне с 1880 по 1889 год.
Был основателем в конце XIX века академии своего имени, которая находилась в Париже в районе Монпарнас. Среди её преподавателей были Жорж Калло (1857—1903) и Поль-Луи Деланс (1848—1924). В числе выпускников — ряд британских художников, включая Гарольда Харви и Саймона Элвза
Умер в 1928 году.

Некоторые работы
Две девочки
Крестьяне
Деревенский дом